# Marc Schulthess
Marc Schulthess (3 gennaio 1986) è un ex hockeista su ghiaccio svizzero che ha giocato come difensore nella Lega Nazionale A.

## Carriera
Marc Schulthess iniziò a militare nelle giovanili dei Kloten Flyers, dal 2002 al 2004, collezionando 7 punti in 55 partite disputate. Nella stagione 2004-2005 fece il suo esordio in Lega Nazionale A sempre con la maglia dei Flyers, disputando 15 partite; dopo un incontro giocato con i Rapperswil-Jona Lakers nella stagione 2005-2006 giocò 20 partite in Prima Lega con l'EHC Winterthur.
Dal 2006 fino al novembre del 2010 ritornò a giocare con il Kloten, dove in 208 presenze fornì 19 assist e mise a segno 7 reti; per il resto della stagione 2010-2011 fu mandato in prestito all'HC Ambrì-Piotta, con i quali giocò 39 partite con 4 gol e 2 assist. Al termine del prestito nell'estate del 2011 fu riscattato dall'HC Ambrì-Piotta per un'altra stagione; nel mese di settembre si infortunò contro gli ZSC Lions, rimanendo fuori squadra per un mese.

## Statistiche
Statistiche aggiornate ad aprile 2012.

### Club
| Stagione  | Squadra      | Stagione regolare | Stagione regolare | Stagione regolare | Stagione regolare | Stagione regolare | Stagione regolare | Playoff | Playoff | Playoff | Playoff | Playoff |
| Stagione  | Squadra      | Lega              | P                 | G                 | A                 | Pt                | PIM               | P       | G       | A       | Pt      | PIM     |
| --------- | ------------ | ----------------- | ----------------- | ----------------- | ----------------- | ----------------- | ----------------- | ------- | ------- | ------- | ------- | ------- |
| 2002-2003 | Kloten U20   | Elite Jr. A       | 21                | 1                 | 2                 | 3                 | 14                | 2       | 0       | 1       | 1       | 0       |
| 2003-2004 | Kloten U20   | Elite Jr. A       | 34                | 1                 | 3                 | 4                 | 22                |         |         |         |         |         |
| 2004-2005 | Kloten       | NLA               | 15                | 0                 | 0                 | 0                 | 0                 |         |         |         |         |         |
|           | Rapperswil   | NLA               | 1                 | 0                 | 0                 | 0                 | 0                 |         |         |         |         |         |
| 2005-2006 | Winterthur   | Switzerland3      | 20                | 4                 | 0                 | 4                 | 10                | 7       | 1       | 0       | 1       | 6       |
| 2006-2007 | Kloten       | NLA               | 41                | 2                 | 4                 | 6                 | 28                | 6       | 0       | 0       | 1       | 2       |
| 2007-2008 | Kloten       | NLA               | 38                | 2                 | 2                 | 4                 | 22                | 5       | 0       | 0       | 0       | 0       |
| 2008-2009 | Kloten       | NLA               | 47                | 1                 | 4                 | 5                 | 18                | 14      | 0       | 1       | 1       | 2       |
| 2009-2010 | Kloten       | NLA               | 41                | 2                 | 8                 | 10                | 10                | 10      | 0       | 0       | 0       | 2       |
| 2010-2011 | Kloten       | NLA               | 12                | 0                 | 0                 | 0                 | 2                 | -       | -       | -       | -       | -       |
|           | Ambrì-Piotta | NLA               | 22                | 3                 | 0                 | 3                 | 4                 | -       | -       | -       | -       | -       |
|           |              | Playout           | 17                | 1                 | 2                 | 3                 | 8                 | -       | -       | -       | -       | -       |
| 2011-2012 | Ambrì-Piotta | NLA               | 35                | 1                 | 0                 | 1                 | 4                 |         |         |         |         |         |
|           |              | Playout           | 8                 | 0                 | 1                 | 1                 | 14                | -       | -       | -       | -       | -       |